# Anthurium gentryi
Anthurium gentryi är en kallaväxtart som beskrevs av Thomas Bernard Croat. Anthurium gentryi ingår i släktet Anthurium och familjen kallaväxter. Inga underarter finns listade.